# Finnische Seenplatte

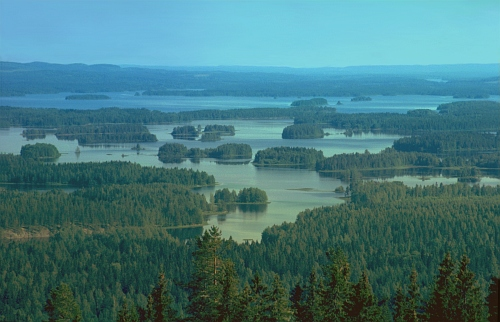
Typische finnische Seenlandschaft

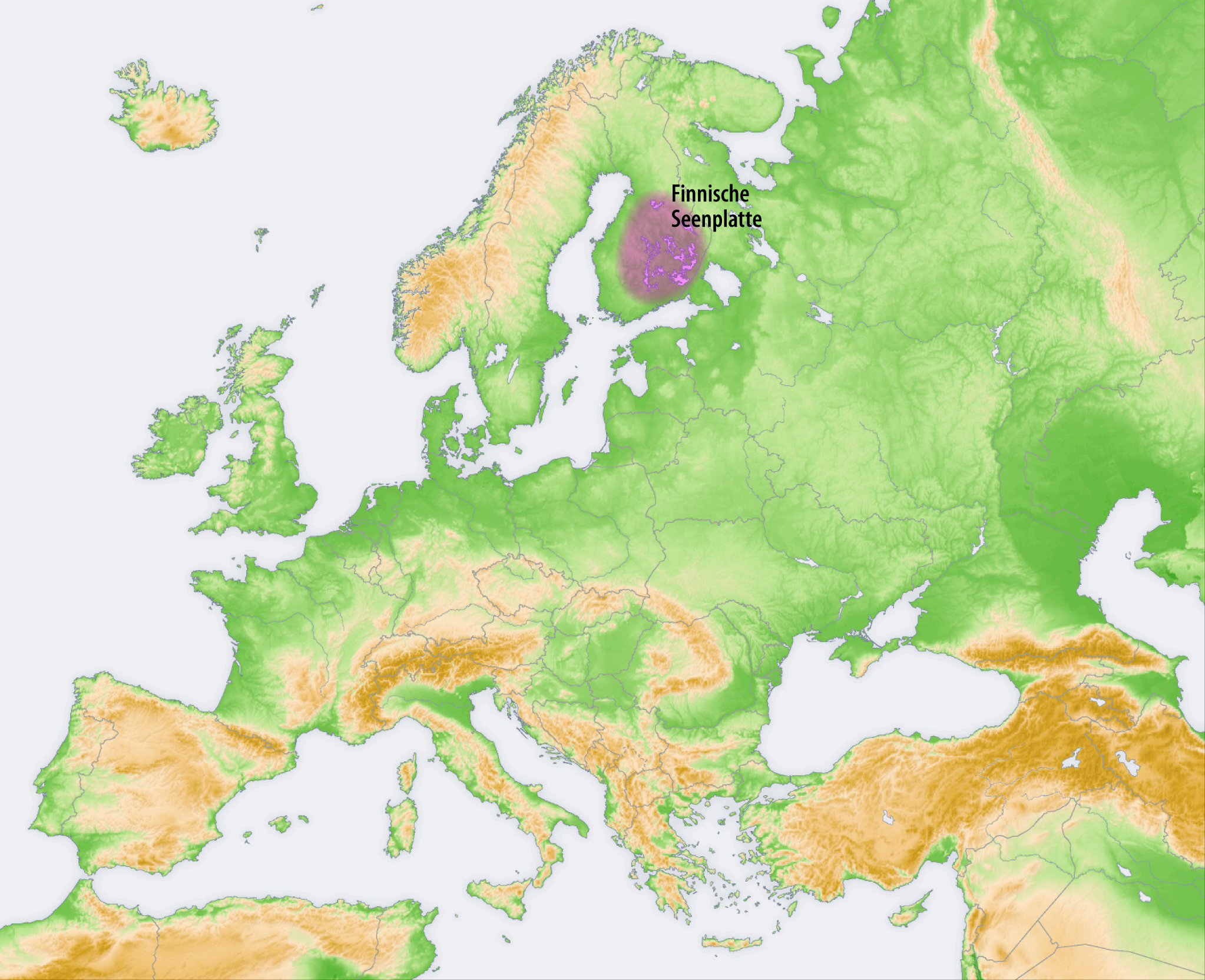
Lage der finnischen Seenplatte

Die Finnische Seenplatte befindet sich im Südosten Finnlands; kleine Teile reichen aber auch noch bis nach Russland. Das Gebiet hat keine markanten geomorphologischen Grenzen, wird aber im Allgemeinen als das Einzugsgebiet der Flüsse Kokemäenjoki, Kymijoki und Vuoksi aufgefasst.

## Entstehung
Die Seebecken der Finnischen Seenplatte wurden von den Gletschermassen während der Weichseleiszeit ausgehobelt. Nach dem Rückzug des Eises füllten sich Moränenmulden, Gletscherbecken und ältere Senken und tektonische Gräben mit Schmelzwasser, die meist noch mit dem Ancylussee, einem riesigen Schmelzwassersee an der Stelle der heutigen Ostsee, verbunden waren. Infolge der postglazialen Landhebung wurden im Laufe der Jahrtausenden immer mehr dieser Becken von diesem Schmelzwassersee abgetrennt. Die Entstehung der Salpausselkä-Moränen im Süden der Region und des Suomenselkä im Nordosten staute große Mengen von Schmelz- und Regenwasser im Osten Finnlands, dass sich vor 6000 Jahren noch ein mehr als 400 km langer See vom heutigen Iisalmi im Norden bis zum Salpausselkä bildete. Erst durch den Durchbruch der Flüsse Kymijoki und Vuoksi vor 6000 resp. 5000 Jahren fand das Seensystem einen natürlichen Abfluss, so dass sich der Wasserspiegel senkte und sich die heutige Topographie herauszubilden begann. Die Landhebung ist ein bis heute anhaltender Prozess, der etwa innerhalb eines Menschenalters den Abschluss von Seearmen verlanden lassen kann, so dass ein neuer See entsteht.

## Topographie
Die moor- und waldreiche Seenplatte ist mit weit über 100.000 km² Fläche die größte Seenplatte Europas. 
Die Anzahl der Seen in der Finnischen Seenplatte variiert mit der Definition des Begriffs See. Gemäß der offiziellen finnischen Zählung, die unter einem See ein stehendes Binnengewässer mit einer Größe ≥ 0,05 Hektar auffasst, beträgt die Anzahl der Seen in der Region um 42.200. Viele Seen sind durch Wasserengen in zahlreiche Buchten, Becken und Seearme zergliedert, die ihrerseits oft als selbständige Seen aufgefasst werden. Der größte und weitestverzweigte See ist mit rund 4.370 km² das Saimaa-Seensystem.
Die Seen der Region sind zumeist recht flach, der tiefste und auch volumenmäßig wasserreichste ist mit einer maximalen Tiefe von 95 m der Päijänne.
Die größten Seen sind durch Flüsse, Wasserengen und künstliche Kanäle miteinander verbunden, so dass die Seenplatte auch für die Binnenschifffahrt eine erhebliche Rolle spielt. Der Wasserweg zwischen Lappeenranta im Süden und Varkaus im Norden der Seenplatte ist etwa 230 km lang und durchgehend natürlich ohne Kanäle und Schleusen auf einem Level von etwa 76 m.